# Данж
Данж (фр. Denges) — громада  в Швейцарії в кантоні Во, округ Морж.

## Географія
Громада розташована на відстані близько 85 км на південний захід від Берна, 8 км на захід від Лозанни.
Данж має площу 1,7 км², з яких на 44,4% дозволяється будівництво (житлове та будівництво доріг), 49,1% використовуються в сільськогосподарських цілях, 5,3% зайнято лісами, 1,2% не є продуктивними (річки, льодовики або гори).

## Демографія
2019 року в громаді мешкало 1608 осіб (+3,2% порівняно з 2010 роком), іноземців було 29,2%. Густота населення становила 969 осіб/км².
За віковим діапазоном населення розподілялося таким чином: 21% — особи молодші 20 років, 66,2% — особи у віці 20—64 років, 12,8% — особи у віці 65 років та старші. Було 676 помешкань (у середньому 2,4 особи в помешканні).
Із загальної кількості 895 працюючих 45 було зайнятих в первинному секторі, 232 — в обробній промисловості, 618 — в галузі послуг.